# Frieda Nugel

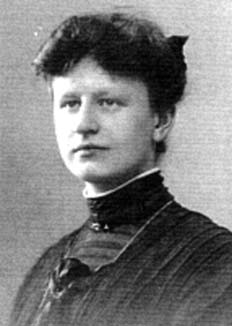
Frieda Nugel

Frieda Nugel (* 18. Juni 1884 in Cottbus; † 6. November 1966 in Bad Godesberg) war eine deutsche Mathematikerin. Sie gehört zu den ersten Frauen aus Deutschland, die in Mathematik promovierten.

## Leben und Wirken
Nugel war das vierte von sechs Kindern des Lehrers und Organisten Artur Nugel und seiner Ehefrau Marie Bombe. Nach dem Besuch der Mädchen-Mittelschule in Cottbus und der Höheren Mädchenschule bestand sie 1906 die Prüfung als Lehrerin für mittlere und höhere Mädchenschulen. 1907 bestand sie die Reifeprüfung an der Luisenstädtischen Oberschule in Berlin und studierte bis 1909 Mathematik, Physik und Deutsch an der Universität in Berlin. 1909 vertiefte sie an der Universität München für ein Semester bei Ferdinand Lindemann und Aurel Voss ihre mathematischen Studien. Bis 1912 studierte sie dann an der damaligen Vereinigten Friedrichs Universität, der heutigen Martin-Luther-Universität Halle-Wittenberg und promovierte dort bei August Gutzmer zum Thema „Die Schraubenlinien. Eine monographische Darstellung“. Im gleichen Jahr bestand sie danach das Staatsexamen in Mathematik, Physik und Deutsch. Danach war sie bis 1914 stellvertretende Oberlehrerin an der damaligen Augusta-Schule in Cottbus. 1914 heiratete sie den promovierten Germanisten und Historiker Louis Hahn, mit dem sie 4 Kinder hatte. Von 1918 bis 1927 unterrichtete sie ausschließlich privat und veröffentlichte auch Werke, die sich für Bürgerrechte und eine bessere Ausbildung von Frauen einsetzen. Sie bekam 1927 eine Teilzeitstelle an der Kaiserin-Augusta-Viktoria-Schule in Emden. 1930 wurde sie zur Studienrätin ernannt, erhielt jedoch 10 % weniger Gehalt als ihre männlichen Kollegen. Da man sie als verheiratete Frau mit vier Kindern nicht mehr versetzen konnte, war ihre Position dort unbefristet. 1962 verlieh ihr die Fakultät für Mathematik und Naturwissenschaften in Halle anlässlich des 50. Jahrestages ihrer Dissertation von 1912 die Auszeichnung „Goldenes Doktorat“. Joseph Ehrenfried Hofmann in Tübingen hatte dazu ein Gutachten angefertigt, in dem er ihre Dissertation von 1912 als „mathematisch geschichtlich besonders wertvoll“ einschätzte.

## Veröffentlichungen
- Die Schraubenlinien. Eine monographische Darstellung, 1912
- Die deutsche Hausfrau und der Krieg, 1916
- Frauenbewegung und Kinderemanzipation, 1919
- Die Frau in der Gemeindeverwaltung, 1921
- Das Oberlyzeum, 1924
- Staat und Stadt Hamburg: Die dreijährige Grundschule vom Standpunkt der Mutter, 1925